# Dendroligotrichum dendroides
Dendroligotrichum dendroides — вид мохів родини політрихових (Polytrichaceae).

## Поширення
Поширений в Південній Америці. Росте у помірних лісах на півдні Чилі та Аргентини і на островах Хуан-Фернандес.

## Опис
Вид  називають гігантським мохом, оскільки рослина має прямостояче стебло, яке може виростати до 40 см заввишки. Твердість стебла подібна до твердості деревини, а гаметофіт зовні схожий на невелике деревце з численними розгалуженими гілочками.